# Fiorello Giraud

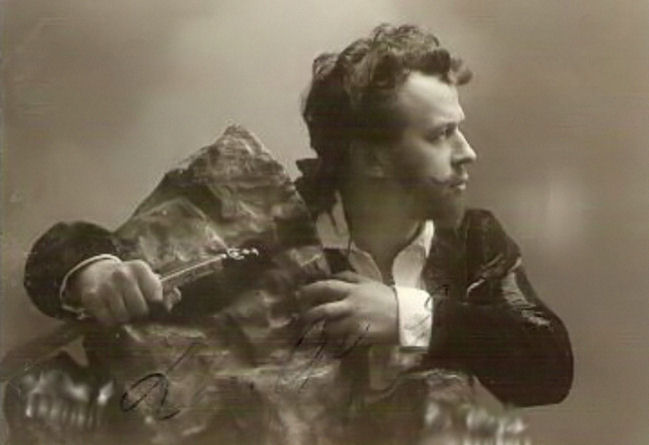
Fiorello Giraud als Don José in Carmen

Fiorello Giraud (22. Oktober 1870 in Parma – 28. März 1928 ebendort) war ein italienischer Opernsänger der Stimmlage Tenor, der an der römischen Oper und an der Mailänder Scala, in Spanien, Portugal und Lateinamerika reüssierte.
Er war der erste Canio.

## Leben und Werk
Über sein Geburtsjahr gibt es unterschiedliche Angaben. Giraud war Sohn des berühmten Tenors Lodovico Giraud (1846–1882), der während einer Amerika-Tournee an Gelbfieber erkrankte und in Guadalajara verstarb. Der Sohn, der schon früh in die Fußstapfen seines Vaters treten wollte und im Internat des Konvents Maria Luigia untergebracht war, wurde mit 12 Jahren Halbwaise und verlor fast alles. Er musste sich als Bäckerjunge, Telegrafenbote und Hufschmied durchschlagen, bis er mit Hilfe von Gönnern bei Salvatore Auteri Manzocchi (1845–1924) am Konservatorium von Parma Gesang studieren konnte, später dann auch in Mailand beim Tenor Enrico Barbacini (1834–1905). 
Im Dezember 1891 debütierte er am Teatro Civico von Vercelli als Titelheld des Wagnerschen Lohengrin. Eine der Vorstellungen wurde vom Komponisten Ruggero Leoncavallo besucht, der dem jungen Mann die Rolle des Canio in der Uraufführung seiner Pagliacci anvertraute, die am 21. Mai 1892 unter Leitung des ebenfalls noch jungen Arturo Toscanini im Teatro Dal Verme von Mailand über die Bühne ging. Giraud und seine Partner – Adelina Stehle als Nedda, Victor Maurel als Tonio, Francesco Daddi als Beppe und Mario Ancona als Silvio – errangen einen „triumphalen Erfolg“, so Staccioli, und das Werk zählt seither durchgehend zu den wichtigen Repertoirestücke aller Opernhäuser.
Die Rolle des gehörnten und gekränkten Liebhabers, der zum Äußersten schreitet, sollte den Sänger seine ganze Laufbahn hindurch begleiten. Es folgten Gastspiele an verschiedenen italienischen Opernhäusern, 1894 am Teatro Comunale von Bologna und als Fenton in Verdis Falstaff am Teatro Carlo Felice Genua, 1895 und in der Spielzeit 1900–01 am Teatro La Fenice von Venedig, weiters am Teatro Regio di Parma und am Teatro Regio di Torino. Nunmehr wurden auch ausländischen Bühnen auf sein Talent aufmerksam. 1896 wurde er an das Teatro Liceu von Barcelona eingeladen, 1897 gastierte er als Cassio in Verdis Otello an der Oper von Monte Carlo – mit Francesco Tamagno in der Titelpartie, 1898 war er an der Oper von Santiago de Chile und am Teatro São Carlos von Lissabon zu sehen und zu hören, 1899 bis 1901 wurde er am Teatro Real in Madrid bejubelt. 1901 folgten Einladungen an die Oper von Kairo (als Graf Loris Ipanoff in Fedora) und erneut nach Santiago de Chile und 1903 trat er am Teatro Politeama in Buenos Aires auf. 
Zwar zählten die meisten seiner Rollen zum Fach des lyrischen Tenors oder waren Spinto-Rollen, doch in der Dramatik des Canio war bereits der künftige Weg vorgezeichnet. In der späten Phase seiner Bühnenlaufbahn stemmte er auch die „schweren“ Heldentenorpartien Wagners – Tristan, Walther von Stolzing, Siegmund und den Siegfried. In diesen Rollen wurde er auch an die zwei wichtigsten Opernhäuser Italiens eingeladen: 1903 sang er am Teatro Costanzi in Rom den Tristan, später dort auch den Cavaradossi und den Lohengrin. 1907 übernahm in der Mailänder Erstaufführung der Götterdämmerung an der Scala den Siegfried. Es dirigierte Arturo Toscanini. Am 2. April 1908 sang er an der Scala die Partie des Pelléas in der italienischen Erstaufführung von Debussys Pelléas et Mélisande. 
Man schätzte den Sänger vor allem in veristischen Partien und als Wagnersänger, er galt aber auch als großer Puccini-Interpret. Seltsamerweise hat er den Canio, den er in der Uraufführung kreiert hatte, kaum an den großen Opernhäusern zum Vortrag gebracht, es gibt auch keine Tondokumente seiner Paraderolle. Fiorello Giraud konnte seine erfolgreiche Karriere an führenden italienischen Bühnen und auch im Konzertsaal bis 1918 fortsetzten. Von 1919 bis 1921 versuchte er sich  als Filmschauspieler. Danach kehrte er nach Parma zurück und wirkte als Gesangslehrer.

## Rollen (Auswahl)

### Uraufführungen
- 1892: Canio in Leoncavallos Pagliacci, Teatro Dal Verme, Mailand (22. Mai)
- 1896: Dario de’ Rossis Fadette, Teatro Drammatico Nazionale, Rom (Januar) – als Landry
- 1906: Tommasinis Medea, Teatro Giuseppe Verdi, Triest
- 1907: Donaudys Sperduti nel buio, Teatro Massimo, Palermo

### Repertoire
| Bizet: - Don José in Carmen Catalani: - Giuseppe Hagenbach in La Wally Charpentier: - Jules in Louise Debussy: - Pelléas in Pelléas et Mélisande Giordano: - Titelpartie in Andrea Chénier - Graf Loris Ipanoff in Fedora Leoncavallo: - Titelpartie in Chatterton - Milio Dufresne in Zazà Mascagni: - Turridu in Cavalleria rusticana - Titelpartie in L’amico Fritz - Osaka in Iris Massenet: - Jean Gaussin in Sapho |  | Ponchielli: - Enzo Grimaldo in La Gioconda Puccini: - Roberto in Le Villi - Des Grieux in Manon Lescaut - Rodolfo in La Bohème - Cavaradossi in Tosca - Pinkerton in Madama Butterfly Verdi: - Titelpartie in Ernani - Alfredo in La traviata - Cassio in Otello - Fenton in Falstaff Wagner: - Titelpartie in Tannhäuser - Titelpartie in Lohengrin - Tristan in Tristan und Isolde - Walther von Stolzing in Die Meistersinger von Nürnberg - Siegmund in der Walküre - Siegfried in Götterdämmerung |

## Filme
- 1919: La stirpe (Silentium Film, Mailand)
- 1919: Bruscolo (Silentium Film)
- 1920: La canzone delle rose (Silentium Film)
- 1920: Papà eccellenza (Caesar Film, Rom)
- 1921: Un segreto nel chiostro (Silentium Film)
- 1921: Feste alate (Silentium Film)
- 1921: La lotta per la vita (Rodolfi, Turin)

## Tondokumente
Von seiner Stimme sind mindestens acht sehr seltene Schallplatten erhalten, die G&T 1904 in Mailand aufzeichnete, darunter das „Quando le sere al placido“ des Rodolfo aus Luisa Miller und – italienisch gesungen – das „La fleur que tu m’avais jetée“ des Don José aus Carmen. 1916 nahm er nochmals zehn Titel für HMV auf, gefolgt von zwei weiteren auf der gleichen Marke im Jahre 1917. „Der Ruhm, den er als Wagner-Sänger genoß, wird durch drei Platten bestätigt“ – er nennt die mit Verve gesungene Hymne Tannhäusers an Venus und zwei ebenfalls italienisch gesungene Passagen des Walther von Stolzing.